# حقوق تعطیلات
حقوق تعطیلات در برخی از حوزه‌های قضایی، کمک هزینه‌ای است که یک کارمند از طریق کار در سال تقویمی قبل از سال تعطیلات دریافت می‌کند. معمولاً درصدی اضافه بر حقوقی است که سال قبل از پرداخت عیدی پرداخت شده است.
حقوق تعطیلات یک اصطلاح قانونی است که در نروژ (feriepenger)، سوئد (semesterlön)، دانمارک (feriepenge)، بلژیک و هلند (vakantiegeld vakantieuitkering، یا pécule de vacances) و در آلمان و اتریش (Urlaubsgeld) نامیده می‌شود.

## قانون نروژ
در نروژ، حق دریافت حقوق تعطیلات در قانون تعطیلات سال ۱۹۸۸ (ferieloven) آورده شده است. کارمندی که سال قبل کار نکرده است حق مرخصی دارد ولی حق عیدی ندارد. سال تعطیلات (ferieåret) به عنوان سالی تعریف می‌شود که کارمند برای تعطیلات شغلش را ترک می‌کند. حقوق عیدی که در سال قبل به دست آمده است در رابطه با مرخصی تعطیلات سال بعد حداکثر یک هفته قبل از شروع تعطیلات پرداخت می‌شود. حق عیدی با مفهوم کارمند مرتبط است، به این معنی که یکی در خدمت دیگری انجام می‌دهد. بنابر این طبق قانون تعطیلات نروژ، مشاغل آزاد و افراد خوداشتغال حق دریافت حقوق تعطیلات را ندارند.
حقوق تعطیلات معادل ۱۰.۲٪ از مبنای پرداخت تعطیلات است. کارمندانی که ۵۹ سال تمام می‌شوند، ۱۲.۵% دریافت می‌کنند. کارمندان تحت پوشش یک قرارداد جمعی که پنجمین هفته تعطیلات را فراهم می کند، ۱۲٪ (با کارمندان بالای ۶۰ سال ۱۴۰۳٪) دریافت می‌کنند.

## قانون هلند
حقوق تعطیلات در هلند برای اولین بار در سال ۱۹۶۹برقرار شد. حقوق تعطیلات معمولاً در ماه مه پرداخت می‌شود و معمولاً حداقل ۸٪ از دستمزد ناخالص مشمول مالیات یک کارمند محاسبه می‌شود که به نسبت ماه های کار کرده و مشمول کسر مالیات بر درآمد است.